# František Veselý (politik KSČ)
František Veselý (26. května 1923, Želečské Radimovice – 1996, Tábor) byl český a československý generál ČSLA, politik Komunistické strany Československa, poslanec Sněmovny lidu Federálního shromáždění a Sněmovny národů Federálního shromáždění za normalizace.

## Biografie
V letech 1938 až 1940 absolvoval Obchodní školu v Táboře. Po jejím ukončení se živil až do roku 1947 jako dělník. V letech 1947–1950 pracoval jako elektrárenský úředník. V únoru 1951 byl na základě stranického náboru aktivován jako důstojník z povolání a rovnou v hodnosti kapitána. V letech 1956–1957 absolvoval při Vojenské akademii Klementa Gottwalda tzv. Akademický zdokonalovací kurz pro vyšší velitele. Roku 1962 vystudoval Vojenskou akademii generálního štábu SSSR K. J. Vorošilova v Moskvě. Až do roku 1968 potom velel 4. tankové divizi. Pak působil na velitelství Středního vojenského okruhu v Táboře coby zástupce velitele pro operační a bojovou přípravu a od července 1969 jako velitele pro operační a bojovou přípravu na nově utvořeném velitelství Západního vojenského okruhu v Táboře. V listopadu 1969 přešel na post velitele 1. armády v Příbrami. Od října 1971 do října 1985 velel Západnímu vojenskému okruhu v Táboře. Do zálohy odešel v lednu 1986. Dne 1. října 1966 byl jmenován do hodnosti generálmajora, 1. října 1971 se stal generálporučíkem a 1. května 1975 generálplukovníkem.
Angažoval se i politicky XV. sjezd KSČ ho zvolil kandidátem Ústředního výboru Komunistické strany Československa. XVI. sjezd KSČ ho ve funkci potvrdil. Ve volbách roku 1971 zasedl do Sněmovny lidu (volební obvod č. 21 – Kutná Hora, Středočeský kraj). Ve volbách roku 1976 přešel do Sněmovny národů (obvod Tábor). Mandát obhájil ve volbách roku 1981 (obvod Tábor). Ve FS setrval do konce funkčního období, tedy do voleb roku 1986.

## Vyznamenání
- Řád práce
- Řád Vítězného února, číslo matriky 511, udělen 1983
- Řád rudé hvězdy
- Řád znovuzrozeného Polska, IV. třídy – důstojník, (Polsko)
- Medaile Za službu vlasti
- Vyznamenání Za zásluhy o obranu vlasti
- Pamětní medaile 40. výročí osvobození ČSSR
- Medaile Za upevňování přátelství ve zbrani[10], I. stupeň
- Vyznamenání Za zásluhy o výstavbu, 1972
- Pamětní medaile k 25. výročí Vítězného února, 1973
- Za zásluhy o ČSLA[11], I. stupeň
- Pamětní medaile k 30. výročí národně osvobozeneckého boje našeho lidu a osvobození Československa Sovětskou armádou, 1975